# 王子ホール
王子ホール（おうじホール）は、東京都中央区銀座にあるコンサートホール。運営元は、株式会社王子ホール。

## 概要
1991年、王子製紙本社ビル新築の際、メセナ事業の一環として同ビル2Fに併設された。
客席数は315席と小振りだが、演奏者と聴衆との濃密な空間を作り出している。大規模なコンサートホールにはないサロン的な雰囲気は、銀座という立地もあり、根強いファンが多い。積極的な主催事業を軸として、活発に演奏会を行っている。

## 主な主催事業

### シリーズ企画
- 銀座ぶらっとコンサート

平日の昼間に行われているコンサート。休憩なし90分程の公演が主で、終演後にロビーで行われるアーティストを囲んでのお茶会が人気。
- MAROワールド

NHK交響楽団のコンサートマスター篠崎史紀をメインに、様々なゲストを招き室内楽を聴かせる。"MARO"は篠崎のニックネームである。
- G-Lounge "Oji Hall Livehouse Series"

ライブハウス的な雰囲気がテーマ。
共催事業として、"ギンザめざましクラシックス"などがある。